# Schuldverhältnis
Das Schuldverhältnis (lateinisch obligatio) bezeichnet in Deutschland ein zwischen zwei (oder mehreren) Personen bestehendes Rechtsverhältnis, aufgrund dessen die eine von der anderen Person eine Leistung fordern kann. Das Schuldverhältnis bildet die Anspruchsgrundlage für eine Forderung im Sinne des § 194 Abs. 1 BGB. Dabei können sowohl natürliche als auch juristische Personen als Rechtsträger in Erscheinung treten.
Unterschieden werden die vom Parteiwillen getragenen rechtsgeschäftlichen und die ohne Parteiwillen auskommenden gesetzlichen Schuldverhältnisse. Typische rechtsgeschäftliche Schuldverhältnisse sind der Kaufvertrag oder auch das Bürgschaftsverhältnis. Unter die gesetzlichen Schuldverhältnisse fallen insbesondere die unerlaubte Handlung (§§ 823 ff. BGB) und die ungerechtfertigte Bereicherung, (§§ 812 BGB).
In der Schweiz wird das Schuldverhältnis als Obligation bezeichnet.

## Schuldverhältnis im engeren und weiteren Sinne
Da das Gesetz den Begriff des Schuldverhältnisses mit verschiedenen Bedeutungsinhalten verwendet, wird in der Rechtswissenschaft zwischen dem Schuldverhältnis im engeren und weiteren Sinne unterschieden.

### Schuldverhältnis im engeren Sinne
Das Schuldverhältnis im engeren Sinne bezeichnet die einzelne Leistungsbeziehung zwischen Gläubiger und Schuldner und beschreibt somit den Zustand, bei dem sich Anspruch und entsprechende Schuld gegenüberstehen, ohne wie bei den Begriffen „Anspruch“ oder „Schuld“ die Sicht des Gläubiger beziehungsweise die des Schuldners vorauszusetzen.
Beispiel: Schließen Käufer K und Verkäufer V einen Kaufvertrag, so stellt zum einen der Anspruch des K gegen V auf Übereignung der Kaufsache, als auch die Ansprüche des V gegen K auf Übereignung des Kaufpreises und auf Abnahme der Kaufsache jeweils eigene Schuldverhältnisse im engeren Sinne dar.
Beispiele für Stellen, an denen das Gesetz den Begriff Schuldverhältnis im engeren Sinne verwendet: § 241 Abs. 1 BGB, § 311 Abs. 1 BGB, § 362 Abs. 1 BGB, § 397 BGB.

### Schuldverhältnis im weiteren Sinne
Das Schuldverhältnis im weiteren Sinne bezeichnet nicht nur die einzelne Leistungsbeziehung (und damit das Schuldverhältnis im engeren Sinne), sondern die Gesamtheit der konnexen Leistungsbeziehungen zwischen den Rechtssubjekten.
Beispiel: Schließen Käufer K und Verkäufer V einen Kaufvertrag, so stellen der Anspruch des K gegen V auf Übereignung der Kaufsache, sowie die Ansprüche des V gegen K auf Übereignung des Kaufpreises und auf Abnahme der Kaufsache zusammen das Schuldverhältnis im weiteren Sinne dar.
Beispiele für Stellen, an denen das Gesetz den Begriff Schuldverhältnis im weiteren Sinne verwendet: Überschrift des 8. Abschnitt des Schuldrechts, § 273 Abs. 1 BGB, § 292 Abs. 1 BGB, § 425 Abs. 1 BGB

## Entstehung von Schuldverhältnissen
Schuldverhältnisse können durch Rechtsgeschäft, geschäftsähnliche Handlungen oder Gesetz entstehen.

### Rechtsgeschäftliche Schuldverhältnisse
Rechtsgeschäftliche Schuldverhältnisse entstehen durch einen entsprechenden Vertrag (Vertragsverhältnis) zwischen dem Gläubiger und dem Schuldner (vgl. § 311 Abs. 1 BGB), ausnahmsweise aber auch durch ein einseitiges Rechtsgeschäft des Schuldners (z. B. Auslobung). Gemäß dem Grundsatz der Vertragsfreiheit legen die Beteiligten den Inhalt des Schuldverhältnisses und damit insbesondere die jeweiligen Leistungspflichten durch den Vertrag selbst fest.
Wichtige einzelne Vertragstypen, die ein Schuldverhältnis begründen, sind im schuldrechtlichen Teil des BGB besonders geregelt (beispielsweise Kauf, Schenkung, Miete, Pacht oder Darlehen). Jedoch sind die Beteiligten nicht an diese Vertragstypen gebunden, sondern können Schuldverhältnisse auch durch Verträge begründen, die keinem der geregelten Vertragstypen entspricht (z. B. durch einen Leasingvertrag), solange diese Verträge den Leitgedanken des Schuldrechts entsprechen.
Arten
- Schuldverhältnisse aus Veräußerung: Kaufvertrag, Tauschvertrag oder Schenkung;
- Schuldverhältnisse aus Gebrauchsüberlassung: Miete, Leihe, Pacht, Kreditvertrag, Leasing;
- Schuldverhältnisse aus Tätigkeiten: Dienstvertrag, Werkvertrag, Reisevertrag, Maklervertrag, Auftrag, Verwahrungsvertrag;
- Schuldverhältnisse aus besonderen Versprechungen: Bürgschaft, Schuldanerkenntnis, Schuldversprechen, Anweisung.

### Rechtsgeschäftsähnliche Schuldverhältnisse
Rechtsgeschäftsähnliche Schuldverhältnisse entstehen zum einen gemäß § 311 Abs. 2 BGB durch die Aufnahme von Vertragsverhandlungen beziehungsweise durch Vertragsanbahnungen, bei welchen der eine Teil im Hinblick auf eine etwaige rechtsgeschäftliche Beziehung dem anderen Teil die Möglichkeit zur Einwirkung auf seine Rechte, Rechtsgüter oder Interessen gewährt oder anvertraut. Sie entstehen außerdem durch culpa in contrahendo.
Zum anderen entstehen sie gemäß § 311 Abs. 3 BGB zu Personen, die selbst nicht Vertragspartei werden sollen, aber bei den Vertragsverhandlungen in besonderem Maße Vertrauen für sich in Anspruch genommen haben und dadurch den Vertragsschluss erheblich beeinflussten. (Sachwalterhaftung, Hintermannhaftung)
Solche Schuldverhältnisse beinhalten keine konkreten Leistungspflichten, sondern lediglich Rücksichtnahmepflichten im Sinne des § 241 Abs. 2 BGB. Wird eine Pflichtverletzung, Rechtswidrigkeit oder Verschulden des Betroffenen nachgewiesen, ist ein entstandener Vertrauensschaden zu ersetzen.

### Gesetzliche Schuldverhältnisse
Gesetzliche Schuldverhältnisse entstehen durch die Verwirklichung eines gesetzlichen Tatbestandes. Der Inhalt des Schuldverhältnisses, insbesondere die Leistungspflichten, werden beim gesetzlichen Schuldverhältnis nicht von den Beteiligten festgelegt, sondern durch das Gesetz.
Zerstört beispielsweise jemand vorsätzlich oder fahrlässig das Kfz eines anderen, ist der gesetzliche Tatbestand der unerlaubten Handlung gemäß § 823 Abs. 1 BGB verwirklicht. In der Folge entsteht zwischen den Beteiligten ein gesetzliches Schuldverhältnis, das den Geschädigten berechtigt, Schadensersatz vom Schädiger zu fordern.
Die wichtigsten Tatbestände, deren Verwirklichung ein Schuldverhältnis zur Folge haben, sind neben der unerlaubten Handlung (§§ 823 ff. BGB) die ungerechtfertigte Bereicherung (§§ 812 ff. BGB) und die Geschäftsführung ohne Auftrag (§§ 677 ff. BGB).

## Erlöschen von Schuldverhältnissen
Während ein Schuldverhältnis im weiteren Sinne so lange bestehen bleibt bis alle von ihm umfassten Schuldverhältnisse im engeren Sinne erloschen sind, erlischt ein Schuldverhältnis im engeren Sinne unter anderem, wenn
- die geschuldete Leistung bewirkt wird (Erfüllung – §§ 362 ff. BGB)
- der Schuldner Wertsachen für den Gläubiger an einer dazu bestimmten öffentlichen Stelle hinterlegt (Hinterlegungsvertrag – §§ 372 ff. BGB)
- zwei Rechtssubjekte, die einander Leistungen schulden, die gegenseitigen Forderungen aufrechnen (Aufrechnung – §§ 387 ff. BGB)
- der Gläubiger dem Schuldner durch Vertrag die Schuld erlässt (Schuldenerlass; § 397 BGB)
- die Gläubigerstellung und die Schuldnerstellung in einem Rechtssubjekt zusammenfallen (Konfusion)

## Pflichten aus dem Schuldverhältnis
In den meisten Fällen resultieren aus einem vertraglichen Schuldverhältnis gegenseitige Leistungspflichten. Unter Leistung versteht man rechtlich verallgemeinernd die bewusste und zweckgerichtete Mehrung fremden Vermögens. Beim Kaufvertrag bestehen die gegenseitigen Leistungen konkret aus der Verschaffung des Eigentums an den Kaufgegenständen und der Bezahlung des Kaufpreises, beim Mietvertrag aus der Gebrauchsüberlassung des Mietgegenstandes und der Bezahlung des Mietzinses.
Aus gesetzlichen Schuldverhältnissen resultieren regelmäßig Verhaltenspflichten, weil bei diesen das Gesetz die Beteiligten zu einem bestimmten Tun oder Unterlassen auffordert.
Rücksichtnahmepflichten verlangt das Gesetz bei vorvertraglichen Schuldverhältnissen wie der „culpa in contrahendo“, wo gegenüber dem Geschäftspartner eine vorvertragliche Aufklärungspflicht besteht, ohne deren Wahrnehmung eine Schadensersatzpflicht aus Verschulden bei Vertragsabschluss droht. Bei schuldhafter Verletzung dieser Pflichten kann der Geschädigte Schadensersatz verlangen (§ 280 Abs. 1 BGB).